# Участие КПРФ в выборах глав субъектов Российской Федерации
КПРФ выдвигает кандидатуры для участия в выборах глав субъектов начиная с 1994 года. Основной успех для КПРФ пришёлся на вторую половину 1990-х, когда был сформирован «красный пояс» и партия (в том числе и в рамках НПСР) смогла продвинуть в руководство регионов часть своих кандидатов. Начиная с 2000-х и появления на политической арене оформленной «правящей» партии «Единая Россия» успехи стали ослабевать и кандидаты от КПРФ изредка одерживают победы в выборах пост лидеров регионов РФ, занимая в основе второе место.

## Участие в выборах в период с 1994 по 2005 год

### 1996
| Регион          | Дата 1 тура | Выдвинутый кандидат           | Голосование в 1 туре | Голосование в 1 туре | Голосование в 1 туре | Голосование в 1 туре | Голосование в 1 туре | Голосование во 2 туре | Голосование во 2 туре | Голосование во 2 туре | Голосование во 2 туре | Голосование во 2 туре |
| Регион          | Дата 1 тура | Выдвинутый кандидат           | Голосов              | Голосов              | % голосов            | % голосов            | Занятое место        | Голосов               | Голосов               | % голосов             | % голосов             | Занятое место         |
| Регион          | Дата 1 тура | Выдвинутый кандидат           | Кол-во               | +/- %                | %                    | +/- %                | Занятое место        | Кол-во                | +/- %                 | %                     | +/- %                 | Занятое место         |
| --------------- | ----------- | ----------------------------- | -------------------- | -------------------- | -------------------- | -------------------- | -------------------- | --------------------- | --------------------- | --------------------- | --------------------- | --------------------- |
| Санкт-Петербург | 19 мая      | Севенард, Юрий Константинович | 181 079              | впер.                | 10,02                | впер.                | 4/14                 |                       |                       |                       |                       |                       |

### 1997
| Регион           | Дата 1 тура | Выдвинутый кандидат                | Голосование в 1 туре | Голосование в 1 туре | Голосование в 1 туре | Голосование в 1 туре | Голосование в 1 туре | Голосование во 2 туре | Голосование во 2 туре | Голосование во 2 туре | Голосование во 2 туре | Голосование во 2 туре |
| Регион           | Дата 1 тура | Выдвинутый кандидат                | Голосов              | Голосов              | % голосов            | % голосов            | Занятое место        | Голосов               | Голосов               | % голосов             | % голосов             | Занятое место         |
| Регион           | Дата 1 тура | Выдвинутый кандидат                | Кол-во               | +/- %                | %                    | +/- %                | Занятое место        | Кол-во                | +/- %                 | %                     | +/- %                 | Занятое место         |
| ---------------- | ----------- | ---------------------------------- | -------------------- | -------------------- | -------------------- | -------------------- | -------------------- | --------------------- | --------------------- | --------------------- | --------------------- | --------------------- |
| Амурская область | 23 марта    | Белоногов, Анатолий Николаевич     | 213 107              | впер.                | 61,81                | впер.                | 1/6                  |                       |                       |                       |                       |                       |
| Тульская область | 23 марта    | Стародубцев, Василий Александрович |                      | впер.                | 62,82                | впер.                | 1/11                 |                       |                       |                       |                       |                       |

 Избранные главами субъекта Российской Федерации
 Выдвинутые в составе НПСР

### 2001
| Регион            | Дата 1 тура | Выдвинутый кандидат                | Голосование в 1 туре | Голосование в 1 туре | Голосование в 1 туре | Голосование в 1 туре | Голосование в 1 туре | Голосование во 2 туре | Голосование во 2 туре | Голосование во 2 туре | Голосование во 2 туре | Голосование во 2 туре |
| Регион            | Дата 1 тура | Выдвинутый кандидат                | Голосов              | Голосов              | % голосов            | % голосов            | Занятое место        | Голосов               | Голосов               | % голосов             | % голосов             | Занятое место         |
| Регион            | Дата 1 тура | Выдвинутый кандидат                | Кол-во               | +/- %                | %                    | +/- %                | Занятое место        | Кол-во                | +/- %                 | %                     | +/- %                 | Занятое место         |
| ----------------- | ----------- | ---------------------------------- | -------------------- | -------------------- | -------------------- | -------------------- | -------------------- | --------------------- | --------------------- | --------------------- | --------------------- | --------------------- |
| Тюменская область | 14 января   | Чертищев, Владимир Сергеевич       | 20 696               |                      | 1,73                 |                      | 5/6                  |                       |                       |                       |                       |                       |
| Амурская область  | 25 марта    | Белоногов, Анатолий Николаевич     | 116 925              |                      | 43,90                |                      | 1/9                  | 126 195               | впер.                 | 42,86                 | впер.                 | 2/2                   |
| Тульская область  | 25 марта    | Стародубцев, Василий Александрович | 337 132              |                      | 49,09                | ▼13,73               | 1/4                  | 382 285               | впер.                 | 71,44                 | впер.                 | 1/2                   |
| Чувашия           | 16 декабря  | Шурчанов, Валентин Сергеевич       | 206 654              |                      | 37,73                |                      | 2/5                  |                       |                       |                       |                       |                       |

 Избранные главами субъекта Российской Федерации

### 2004
| Регион               | Дата 1 тура | Выдвинутый кандидат          | Голосование в 1 туре | Голосование в 1 туре | Голосование в 1 туре | Голосование в 1 туре | Голосование в 1 туре | Голосование во 2 туре | Голосование во 2 туре | Голосование во 2 туре | Голосование во 2 туре | Голосование во 2 туре |
| Регион               | Дата 1 тура | Выдвинутый кандидат          | Голосов              | Голосов              | % голосов            | % голосов            | Занятое место        | Голосов               | Голосов               | % голосов             | % голосов             | Занятое место         |
| Регион               | Дата 1 тура | Выдвинутый кандидат          | Кол-во               | +/- %                | %                    | +/- %                | Занятое место        | Кол-во                | +/- %                 | %                     | +/- %                 | Занятое место         |
| -------------------- | ----------- | ---------------------------- | -------------------- | -------------------- | -------------------- | -------------------- | -------------------- | --------------------- | --------------------- | --------------------- | --------------------- | --------------------- |
| Астраханской области | 5 декабря   | Негерев, Игорь Александрович | 53 015               |                      | 14,31                |                      | 2/6                  |                       |                       |                       |                       |                       |

### 2005
| Регион      | Дата 1 тура | Выдвинутый кандидат     | Голосование в 1 туре | Голосование в 1 туре | Голосование в 1 туре | Голосование в 1 туре | Голосование в 1 туре | Голосование во 2 туре | Голосование во 2 туре | Голосование во 2 туре | Голосование во 2 туре | Голосование во 2 туре |
| Регион      | Дата 1 тура | Выдвинутый кандидат     | Голосов              | Голосов              | % голосов            | % голосов            | Занятое место        | Голосов               | Голосов               | % голосов             | % голосов             | Занятое место         |
| Регион      | Дата 1 тура | Выдвинутый кандидат     | Кол-во               | +/- %                | %                    | +/- %                | Занятое место        | Кол-во                | +/- %                 | %                     | +/- %                 | Занятое место         |
| ----------- | ----------- | ----------------------- | -------------------- | -------------------- | -------------------- | -------------------- | -------------------- | --------------------- | --------------------- | --------------------- | --------------------- | --------------------- |
| Ненецкий АО | 27 апреля   | Саблин, Леонид Иванович | 3 515                |                      | 18,06                |                      | 3/15                 |                       |                       |                       |                       |                       |

## После возвращения прямых выборов в 2012 году

### 2012
| Регион            | Выдвинутый кандидат           | Голосование в 1 туре | Голосование в 1 туре | Голосование в 1 туре | Голосование в 1 туре | Голосование в 1 туре | Голосование во 2 туре | Голосование во 2 туре | Голосование во 2 туре | Голосование во 2 туре | Голосование во 2 туре |
| Регион            | Выдвинутый кандидат           | Голосов              | Голосов              | % голосов            | % голосов            | Занятое место        | Голосов               | Голосов               | % голосов             | % голосов             | Занятое место         |
| Регион            | Выдвинутый кандидат           | Кол-во               | +/- %                | %                    | +/- %                | Занятое место        | Кол-во                | +/- %                 | %                     | +/- %                 | Занятое место         |
| ----------------- | ----------------------------- | -------------------- | -------------------- | -------------------- | -------------------- | -------------------- | --------------------- | --------------------- | --------------------- | --------------------- | --------------------- |
| Амурская область  | Кобызов, Роман Александрович  | 23 918               | ▼388,86              | 9,99                 | ▼33,91               | 2/4                  |                       |                       |                       |                       |                       |
| Брянская область  | Потомский, Вадим Владимирович | 150 452              |                      | 30,83                |                      | 2/2                  |                       |                       |                       |                       |                       |
| Рязанская область | Федоткин, Владимир Николаевич | 91 416               |                      | 21,92                | ▲0,84                | 2/4                  |                       |                       |                       |                       |                       |

### 2013
| Регион               | Выдвинутый кандидат              | Голосование в 1 туре | Голосование в 1 туре | Голосование в 1 туре | Голосование в 1 туре | Голосование в 1 туре | Голосование во 2 туре | Голосование во 2 туре | Голосование во 2 туре | Голосование во 2 туре | Голосование во 2 туре |
| Регион               | Выдвинутый кандидат              | Голосов              | Голосов              | % голосов            | % голосов            | Занятое место        | Голосов               | Голосов               | % голосов             | % голосов             | Занятое место         |
| Регион               | Выдвинутый кандидат              | Кол-во               | +/- %                | %                    | +/- %                | Занятое место        | Кол-во                | +/- %                 | %                     | +/- %                 | Занятое место         |
| -------------------- | -------------------------------- | -------------------- | -------------------- | -------------------- | -------------------- | -------------------- | --------------------- | --------------------- | --------------------- | --------------------- | --------------------- |
| Хабаровский край     | Постников, Виктор Михайлович     | 34 020               |                      | 9,73                 |                      | 3/4                  |                       |                       |                       |                       |                       |
| Магаданская область  | Иваницкий, Сергей Петрович       | 5 101                |                      | 14,84                |                      | 2/4                  |                       |                       |                       |                       |                       |
| Забайкальский край   | Мерзликин, Николай Владимирович  | 32 141               |                      | 11,74                |                      | 2/4                  |                       |                       |                       |                       |                       |
| Хакасия              | Чунчель, Игорь Владимирович      | 12 740               | ▼28,66               | 8,66                 | ▼3,31                | 3/4                  |                       |                       |                       |                       |                       |
| Москва               | Мельников, Иван Иванович         | 248 294              | ▲193,37              | 10,69                | ▲7,68                | 3/5                  |                       |                       |                       |                       |                       |
| Московская область   | Черемисов, Константин Николаевич | 161 969              |                      | 7,72                 |                      | 2/6                  |                       |                       |                       |                       |                       |
| Владимирская область | Бобров, Анатолий Владимирович    | 36 063               |                      | 10,64                |                      | 2/7                  |                       |                       |                       |                       |                       |

### 2014
| Регион               | Выдвинутый кандидат           | Голосование в 1 туре | Голосование в 1 туре | Голосование в 1 туре | Голосование в 1 туре | Голосование в 1 туре | Голосование во 2 туре | Голосование во 2 туре | Голосование во 2 туре | Голосование во 2 туре | Голосование во 2 туре |
| Регион               | Выдвинутый кандидат           | Голосов              | Голосов              | % голосов            | % голосов            | Занятое место        | Голосов               | Голосов               | % голосов             | % голосов             | Занятое место         |
| Регион               | Выдвинутый кандидат           | Кол-во               | +/- %                | %                    | +/- %                | Занятое место        | Кол-во                | +/- %                 | %                     | +/- %                 | Занятое место         |
| -------------------- | ----------------------------- | -------------------- | -------------------- | -------------------- | -------------------- | -------------------- | --------------------- | --------------------- | --------------------- | --------------------- | --------------------- |
| Приморский край      | Гришуков, Владимир Витальевич | 76 345               |                      | 12,67                |                      | 2/4                  |                       |                       |                       |                       |                       |
| Якутия               | Губарев, Виктор Николаевич    | 16 850               |                      | 5,31                 |                      | 2/5                  |                       |                       |                       |                       |                       |
| Красноярский край    | Сергиенко, Валерий Иванович   | 94 067               |                      | 14,01                |                      | 2/5                  |                       |                       |                       |                       |                       |
| Алтайский край       | Юрченко, Сергей Иванович      | 73 808               |                      | 11,22                |                      | 2/5                  |                       |                       |                       |                       |                       |
| Башкортостан         | Кутлугужин, Юнир Галимьянович | 229 452              |                      | 10,13                |                      | 2/4                  |                       |                       |                       |                       |                       |
| Самарская область    | Матвеев, Михаил Николаевич    | 58 963               |                      | 3,95                 |                      | 2/5                  |                       |                       |                       |                       |                       |
| Астраханская область | Снегов, Олег Михайлович       | 12 583               | ▼321,32              | 4,11                 | ▼10,20               | 3/5                  |                       |                       |                       |                       |                       |
| Орловская область    | Потомский, Вадим Владимирович | 365 392              |                      | 89,17                |                      | 1/5                  |                       |                       |                       |                       |                       |
| Республика Коми      | Андреев, Андрей Анатольевич   | 28 147               |                      | 6,85                 |                      | 2/5                  |                       |                       |                       |                       |                       |
| Санкт-Петербург      | Иванова, Ирина Владимировна   | 133 480              |                      | 9,37                 |                      | 2/5                  |                       |                       |                       |                       |                       |

 Избранные главами субъекта Российской Федерации

### 2015
| Регион                  | Выдвинутый кандидат               | Голосование в 1 туре | Голосование в 1 туре | Голосование в 1 туре | Голосование в 1 туре | Голосование в 1 туре | Голосование во 2 туре | Голосование во 2 туре | Голосование во 2 туре | Голосование во 2 туре | Голосование во 2 туре |
| Регион                  | Выдвинутый кандидат               | Голосов              | Голосов              | % голосов            | % голосов            | Занятое место        | Голосов               | Голосов               | % голосов             | % голосов             | Занятое место         |
| Регион                  | Выдвинутый кандидат               | Кол-во               | +/- %                | %                    | +/- %                | Занятое место        | Кол-во                | +/- %                 | %                     | +/- %                 | Занятое место         |
| ----------------------- | --------------------------------- | -------------------- | -------------------- | -------------------- | -------------------- | -------------------- | --------------------- | --------------------- | --------------------- | --------------------- | --------------------- |
| Амурская область        | Кобызов, Роман Александрович      | 31 822               | ▲33,04               | 14,87                | ▲4,88                | 3/4                  |                       |                       |                       |                       |                       |
| Сахалинская область     | Иванова, Светлана Васильевна      | 29 249               |                      | 20,27                | ▲15,16               | 2/5                  |                       |                       |                       |                       |                       |
| Камчатский край         | Смагин, Михаил Викторович         | 7 589                |                      | 9,96                 |                      | 2/4                  |                       |                       |                       |                       |                       |
| Еврейская АО            | Лазарев, Константин Александрович | 6 018                |                      | 14,37                | ▼11,34               | 3/4                  |                       |                       |                       |                       |                       |
| Иркутская область       | Левченко, Сергей Георгиевич       | 199 702              | ▲23,23               | 33,61                | ▲9,68                | 2/4                  | 392 942               | ▲25,10                | 56,39                 | ▲11,13                | 1/2                   |
| Краснодарский край      | Осадчий, Николай Иванович         | 142 447              |                      | 7,88                 |                      | 2/5                  |                       |                       |                       |                       |                       |
| Ростовская область      | Коломейцев, Николай Васильевич    | 185 048              |                      | 11,66                |                      | 2/5                  |                       |                       |                       |                       |                       |
| Марий Эл                | Мамаев, Сергей Павлинович         | 83 591               |                      | 32,31                |                      | 2/4                  |                       |                       |                       |                       |                       |
| Чувашия                 | Шурчанов, Валентин Сергеевич      | 70 553               | ▼65,82               | 12,76                | ▼14,97               | 3/4                  |                       |                       |                       |                       |                       |
| Марий Эл                | Мамаев, Сергей Павлинович         | 83 591               |                      | 32,31                |                      | 2/4                  |                       |                       |                       |                       |                       |
| Татарстан               | Миргалимов, Хафиз Гаязович        | 62 542               | впер.                | 2,56                 | впер.                | 2/4                  |                       |                       |                       |                       |                       |
| Архангельская область   | Павлов, Василий Нестерович        | 23 834               |                      | 11,59                |                      | 3/5                  |                       |                       |                       |                       |                       |
| Ленинградская область   | Кузьмин, Николай Алексеевич       | 40 068               |                      | 6,98                 |                      | 2/5                  |                       |                       |                       |                       |                       |
| Калининградская область | Ревин, Игорь Алексеевич           | 31 729               |                      | 10,22                |                      | 2/5                  |                       |                       |                       |                       |                       |

 Избранные главами субъекта Российской Федерации

### 2016
| Регион              | Выдвинутый кандидат               | Голосование в 1 туре | Голосование в 1 туре | Голосование в 1 туре | Голосование в 1 туре | Голосование в 1 туре | Голосование во 2 туре | Голосование во 2 туре | Голосование во 2 туре | Голосование во 2 туре | Голосование во 2 туре |
| Регион              | Выдвинутый кандидат               | Голосов              | Голосов              | % голосов            | % голосов            | Занятое место        | Голосов               | Голосов               | % голосов             | % голосов             | Занятое место         |
| Регион              | Выдвинутый кандидат               | Кол-во               | +/- %                | %                    | +/- %                | Занятое место        | Кол-во                | +/- %                 | %                     | +/- %                 | Занятое место         |
| ------------------- | --------------------------------- | -------------------- | -------------------- | -------------------- | -------------------- | -------------------- | --------------------- | --------------------- | --------------------- | --------------------- | --------------------- |
| Забайкальский край  | Мерзликин, Николай Владимирович   | 87 434               | ▲172,03              | 28,74                | ▲17,00               | 2/4                  |                       |                       |                       |                       |                       |
| Тыва                | Салчак, Сергей Сээ-Сюрюнович      | 7 069                |                      | 5,00                 |                      | 2/4                  |                       |                       |                       |                       |                       |
| Ульяновская область | Куринный, Алексей Владимирович    | 134 234              |                      | 25,46                |                      | 2/6                  |                       |                       |                       |                       |                       |
| Чечня               | Батаев, Гаирсолт Карим-Султанович | 4 042                |                      | 0,63                 |                      | 3/4                  |                       |                       |                       |                       |                       |
| Тульская область    | Лебедев, Олег Александрович       | 41 259               | ▼87,76               | 7,53                 | ▼41,56               | 2/4                  |                       |                       |                       |                       |                       |
| Республика Коми     | Мусинов, Леонид Алексеевич        | 29 122               | ▲3,46                | 10,37                | ▲3,52                | 3/4                  |                       |                       |                       |                       |                       |

### 2017
| Регион                  | Выдвинутый кандидат              | Голосование в 1 туре | Голосование в 1 туре | Голосование в 1 туре | Голосование в 1 туре | Голосование в 1 туре | Голосование во 2 туре | Голосование во 2 туре | Голосование во 2 туре | Голосование во 2 туре | Голосование во 2 туре |
| Регион                  | Выдвинутый кандидат              | Голосов              | Голосов              | % голосов            | % голосов            | Занятое место        | Голосов               | Голосов               | % голосов             | % голосов             | Занятое место         |
| Регион                  | Выдвинутый кандидат              | Кол-во               | +/- %                | %                    | +/- %                | Занятое место        | Кол-во                | +/- %                 | %                     | +/- %                 | Занятое место         |
| ----------------------- | -------------------------------- | -------------------- | -------------------- | -------------------- | -------------------- | -------------------- | --------------------- | --------------------- | --------------------- | --------------------- | --------------------- |
| Томская область         | Барышникова, Наталья Геннадьевна | 23 024               |                      | 11,58                | ▼1,17                | 3/4                  |                       |                       |                       |                       |                       |
| Свердловская область    | Парфёнов, Алексей Александрович  | 147 571              |                      | 11,64                |                      | 2/6                  |                       |                       |                       |                       |                       |
| Пермский край           | Филатова, Ирина Анатольевна      | 62 819               |                      | 7,49                 |                      | 2/5                  |                       |                       |                       |                       |                       |
| Удмуртия                | Бодров, Владимир Петрович        | 36 011               |                      | 8,73                 |                      | 2/5                  |                       |                       |                       |                       |                       |
| Саратовская область     | Алимова, Ольга Николаевна        | 172 007              |                      | 16,28                |                      | 2/4                  |                       |                       |                       |                       |                       |
| Кировская область       | Мамаев, Сергей Павлинович        | 62 132               | ▼ 2,81               | 18,99                | ▲ 3,00               | 2/4                  |                       |                       |                       |                       |                       |
| Мордовия                | Кузякин, Дмитрий Викторович      | 21 326               |                      | 4,18                 |                      | 2/5                  |                       |                       |                       |                       |                       |
| Севастополь             | Кияшко, Роман Владимирович       | 17 890               | впер.                | 16,42                | впер.                | 2/5                  |                       |                       |                       |                       |                       |
| Ярославская область     | Парамонов, Михаил Константинович | 29 763               |                      | 8,61                 |                      | 2/5                  |                       |                       |                       |                       |                       |
| Рязанская область       | Федоткин, Владимир Николаевич    | 22 986               | ▼74,86               | 6,85                 | ▼15,07               | 2/4                  |                       |                       |                       |                       |                       |
| Белгородская область    | Панов, Станислав Геннадьевич     | 107 504              |                      | 15,95                | ▼6,28                | 2/4                  |                       |                       |                       |                       |                       |
| Республика Карелия      | Ульянов, Евгений Александрович   | 18 942               |                      | 12,13                |                      | 3/4                  |                       |                       |                       |                       |                       |
| Калининградская область | Ревин, Игорь Алексеевич          | 28 007               | ▼11,73               | 8,89                 | ▼1,33                | 2/4                  |                       |                       |                       |                       |                       |
| Новгородская область    | Ефимова, Ольга Анатольевна       | 23 167               |                      | 16,17                |                      | 2/4                  |                       |                       |                       |                       |                       |

### 2018
| Регион                     | Выдвинутый кандидат               | Голосование в 1 туре | Голосование в 1 туре | Голосование в 1 туре | Голосование в 1 туре | Голосование в 1 туре | Голосование во 2 туре | Голосование во 2 туре | Голосование во 2 туре | Голосование во 2 туре | Голосование во 2 туре |
| Регион                     | Выдвинутый кандидат               | Голосов              | Голосов              | % голосов            | % голосов            | Занятое место        | Голосов               | Голосов               | % голосов             | % голосов             | Занятое место         |
| Регион                     | Выдвинутый кандидат               | Кол-во               | +/- %                | %                    | +/- %                | Занятое место        | Кол-во                | +/- %                 | %                     | +/- %                 | Занятое место         |
| -------------------------- | --------------------------------- | -------------------- | -------------------- | -------------------- | -------------------- | -------------------- | --------------------- | --------------------- | --------------------- | --------------------- | --------------------- |
| Приморский край            | Ищенко, Андрей Сергеевич          | 109 129              | ▲42,94               | 24,63                | ▲11,96               | 2/5                  | 245 550               |                       | 48,06%                |                       | 2/2                   |
| Хабаровский край           | Саламаха, Анастасия Александровна | 55 695               | ▲63,71               | 15,74                | ▲6,01                | 3/5                  |                       |                       |                       |                       |                       |
| Амурская область           | Ракутина, Татьяна Анатольевна     | 51 715               | ▲62,51               | 26,56                | ▲11,69               | 2/4                  |                       |                       |                       |                       |                       |
| Якутия                     | Губарев, Виктор Николаевич        | 38 648               | ▲19,36               | 12,03                | ▲6,72                | 2/4                  |                       |                       |                       |                       |                       |
| Магаданская область        | Дорошевич, Валентина Викторовна   | 3 915                | ▼23,25               | 10,15                | ▼4,69                | 2/4                  |                       |                       |                       |                       |                       |
| Чукотский автономный округ | Гальцов, Владимир Анатольевич     | 2 200                |                      | 12,24                |                      | 2/4                  |                       |                       |                       |                       |                       |
| Хакасия                    | Коновалов, Валентин Олегович      | 71 553               | ▲461,64              | 44,81                | ▲36,15               | 1/4                  | 101 405               |                       | 57,57                 |                       | 1/1                   |
| Кемеровская область        | Карпов, Владимир Ильич            |                      |                      |                      |                      |                      |                       |                       |                       |                       | -/2                   |
| Тюменская область          | Левченко, Иван Григорьевич        |                      |                      |                      |                      |                      |                       |                       |                       |                       | -/2                   |
| Самарская область          | Лескин, Алексей Владимирович      |                      |                      |                      |                      |                      |                       |                       |                       |                       | -/2                   |
| Нижегородская область      | Егоров, Владислав Иванович        |                      |                      |                      |                      |                      |                       |                       |                       |                       | -/2                   |
| Москва                     | Кумин, Вадим Валентинович         |                      |                      |                      |                      |                      |                       |                       |                       |                       | -/2                   |
| Московская область         | Черемисов, Константин Николаевич  |                      |                      |                      |                      |                      |                       |                       |                       |                       | -/2                   |
| Ивановская область         | Нациевский, Сергей Олегович       |                      |                      |                      |                      |                      |                       |                       |                       |                       | -/2                   |
| Орловская область          | Клычков, Андрей Евгеньевич        | 304 801              | ▼16,58               | 83,55                | ▼5,62                | 1/5                  |                       |                       |                       |                       |                       |
| Воронежская область        | Воронин, Николай Иванович         |                      |                      |                      |                      |                      |                       |                       |                       |                       | -/2                   |
| Псковская область          | Мурылев, Аркадий Анатольевич      |                      |                      |                      |                      |                      |                       |                       |                       |                       | -/2                   |